# Anaphes ovipositor
Anaphes ovipositor är en stekelart som beskrevs av Soyka 1946. Anaphes ovipositor ingår i släktet Anaphes och familjen dvärgsteklar. Inga underarter finns listade i Catalogue of Life.